# معركة فرطاسة
معركة فرطاسة من أشهر معاركة التي حدثت جرت وقائعها بين جيش بايلك الغرب تحت إمرة الباي مصطفى المنزلي وجيش عبد القادر بن شريف الدرقاوي وكانت الغلبة للدرقاويين عام 1805م وعرفت المعركة بوادي الأبطال ومن نتائجها تنحية الباي مصطفى وقدوم الباي المقلش

## مجريات المعركة
تطرق الآغا بن عودة المزاري في كتابه سعد السعود حول مجريات الحرب وقال فيها:
| معركة فرطاسة | قال فبينما الناس على غفلة إذا بابن الشريف أصبح قائما بأقوالهم ، معلنا بجهاد / الترك والمخزت محللا لدمائهم وأموالهم فاجتمعت عليه الغوغاء من كل جانب ومكان للحرك ، وهبط مع وادي مينا قاصدا نحو المخزن وأذن لأتباعه في النهب لأموال أتباع الترك. وكان الباي في بعض حركاته راجعا بعد فراغه منها إلى وهران. ولما سمع بالدرقاوي جمع له الجيوش وخرج للقائه فبلغه الخبر المحقق وهو نازل بالموضع المعروف بالبطحاء الآن ، بأن ابن الشريف بمينا بقرب تاقدمت بجيشه حائطا ، فصار الباي صاعدا نحوه ، وابن الشريف له هابطا ، إلى أن تلقيا بفرطاسة في غاية الحزم والشدة ، وكان ذلك المحل ما بين مينا ووادي العبد ، فاشتدّ القتال بينهما على الماء وصارت نار الحرب بينهما دائرة بالحتوف ، وتزاحفت لبعضها بعضا الصفوف وتراكم الأمر وحام الوطيس المعروف ، فانهزم الباي وقام مخزنه على ساق واحد وركب العدّو بظهره في تزايد ، وصار يقتل ويسبي ويأسر إلى قرب أم العساكر ، وبقيت محلة الباي بما فيها بيد الدرقاوي المتجاسر ، فأمسى الباي بمخزنة في نكد ، وأصبح الدرقاوي بأتباعه في رغد ، فسبحان المعز المذل الإله بوحدانية المنفرد ، ودخل الباي للمعسكر على غير الحالة المعهودة ، وعساكره خلفه مطرودة ، ومات من مخزنه خلق كثير ، وعدد حصره عسيرمن جملتهم كاتبا الباي وهما :العلامة السيد الحاجل أحمد ابن هطال التلمساني الراوي والعلامة الأديب أبو عبد الله السيد محمد الغزلاويوإلى غير ذلك من الأعيان ، الذين انتقلوا إلى جنّة الرضوان . | معركة فرطاسة |

## تخليد الشعراء للمعركة

### السيد حسن خوجة
في در الأعيان هذه الأبيات :